# Laichingen
Laichingen település Németországban, azon belül Baden-Württembergben. Lakosainak száma 12 447 fő (2023. december 31.). Laichingen Westerheim és Merklingen községekkel határos.

## Népesség
A település népessége az elmúlt években az alábbi módon változott:
| Lakosok száma | 8308 | 11 012 | 11 175 | 11 506 | 11 731 | 12 118 | 12 250 | 12 447 |
|               | 1975 | 2014   | 2015   | 2017   | 2019   | 2021   | 2022   | 2023   |